# 길의료재단
길의료재단(吉醫療財團)은 이길여가 만든 의료법인으로 가천대 길병원을 운영하고 가천대 서울길병원을 운영 예정이며, 관계기관으로 가천대학교가 있다. 가천대학교로 넘긴 동인천길병원을 제외한 그 외의 길병원은 폐원하거나 매각하였다.